# Epilobium thermophilum
Epilobium thermophilum är en dunörtsväxtart som beskrevs av Ove Wilhelm Paulsen. Epilobium thermophilum ingår i släktet dunörter, och familjen dunörtsväxter. Inga underarter finns listade i Catalogue of Life.